# Teorema de Cantor
Na teoria dos espaços métricos completos, o teorema de Cantor, em referência ao matemático alemão Georg Cantor, possui fundamental importância.
Sua particularização na reta real recebe o nome de teorema dos intervalos encaixantes.

## Enunciado
Seja {\displaystyle \left\{F_{n}\right\}_{n=1}^{\infty }} uma seqüência de conjuntos fechados limitados não-vazios encaixados, ou seja, {\displaystyle F_{n+1}\subseteq F_{n}}. Assuma, ainda, que {\displaystyle {\mbox{diam}}(F_{n})\to 0}, ou seja, que o diâmetro dos conjuntos esteja convergindo para zero. O diâmetro é definido como:
{\displaystyle {\mbox{diam(F)}}=\sup _{x,y\in F}d(x,y)}
Então a intersecção {\displaystyle \bigcap _{n=1}^{\infty }F_{n}} é não vazia. Mais ainda, esta intersecção é formada por apenas um ponto.

## Demonstração
Como cada {\displaystyle F_{n}} é não-vazio, podemos escolher um ponto {\displaystyle x_{n}} pertencente a ele:
{\displaystyle x_{n}\in F_{n}}
Como {\displaystyle x_{n+k}\in F_{n+k}\subseteq F_{n}}, temos que toda a seqüência {\displaystyle \{x_{j}\}_{j=n}^{\infty }} está contida em {\displaystyle F_{n}\,}.
Mas {\displaystyle \{x_{j}\}_{j=n}^{\infty }} é uma Sucessão de Cauchy, pois:
{\displaystyle {\mbox{d}}(x_{n},x_{n+k})\leq {\mbox{diam}}(F_{n})\to 0}, pois {\displaystyle x_{n},x_{n+k}\in F_{n}}.
Dado que toda Sucessão de Cauchy é convergente num espaço métrico completo, existe um ponto limite {\displaystyle x} tal que:
{\displaystyle x_{n}\to x}
Como os conjuntos {\displaystyle F_{n}} são fechados e o limite de uma seqüência é invariante por cortes finitos, temos:
{\displaystyle x\in F_{n},\forall n}
Assim {\displaystyle x\in \bigcap _{n=1}^{\infty }F_{n}}.
Para provar que {\displaystyle x\,} é, de fato, o único elemento pertencente à intersecção, considere, por absurdo que existam mais de um ponto nela, ou seja:
{\displaystyle x,y\in \bigcap _{n=1}^{\infty }F_{n}}, com {\displaystyle x\neq y\,}
O fato que {\displaystyle x\neq y\,} implica {\displaystyle d(x,y)>0\,}
Escolha {\displaystyle N\,} tal que:
{\displaystyle {\mbox{diam}}(F_{n})<d(x,y)\,}
Da definição de diâmetro e do fato que {\displaystyle x,y\in F_{n}}, deve valer:
{\displaystyle d(x,y)\leq {\mbox{diam}}(F_{n})<d(x,y)}, um absurdo.

## Aplicações
- É utilizado na demonstração do teorema da categoria de Baire.